# هاینریش هرگرت
هاینریش هرگرت (انگلیسی: Heinrich Hergert; ۲۱ فوریهٔ ۱۹۰۴ – ۱۸ سپتامبر ۱۹۴۹) بازیکن فوتبال اهل آلمان بود.
از باشگاه‌هایی که در آن بازی کرده‌است می‌توان به باشگاه فوتبال کایزرسلاوترن اشاره کرد.
وی همچنین در تیم ملی فوتبال آلمان بازی کرده‌است.